# Первомайська селищна рада (Оренбурзький район)
Первома́йська селищна рада (рос. Первомайский поселковый совет) — сільське поселення у складі Оренбурзького району Оренбурзької області Росії.
Адміністративний центр та єдиний населений пункт — селище Первомайський.

## Населення
Населення — 7127 осіб (2019; 7569 в 2010, 7141 у 2002).